# 中田興吉
中田 興吉（なかだ こうきち、1948年 - ）は、日本史学者、大阪学院大学名誉教授。

## 略歴
富山県生まれ。1971年京都大学文学部国史学科卒業。1983年神戸大学大学院文化学研究科博士課程単位取得退学。1983年「日本の古代村落」で神戸大学より学術博士。1983年大阪学院大学経営学部講師となり、助教授、教授を務めた。2016年退職、名誉教授となる。古代史が専門。

## 著書
- 『日本古代の家族と社会』清文堂出版 2007
- 『「大王」の誕生』学生社 2008
- 『倭政権の構造 王権篇』岩田書院 2014
- 『倭政権の構造 支配構造篇』岩田書院 2014
- 『倭国末期政治史論』同成社 2017

## 論文
- <中田興吉